# 叶克冬
叶克冬（桂北平話桂林雁山竹圍方言：/iə21 kʰa21 tɔŋ55/；1953年9月—），男，广西贺州人，中华人民共和国政治人物。第十二届全国政协委员。

## 生平
1969年8月参加工作，1969年8月至1973年7月，为黑龙江生产建设兵团知青。1973年7月至1978年10月，为内蒙古生产建设兵团知青。1978年10月至1982年8月，在中山大学哲学系学习，获得哲学学士学位。1982年5月加入中国共产党。
1982年8月至1983年2月，任团中央宣传部干部。1983年2月至1985年7月，任团中央办公厅秘书处 秘书。1985年7月至12月，借调为中共贵州省委办公厅秘书。1985年12月至1993年10月，任团中央统战部港澳台工作处副处长、处长。
1993年10月至1994年9月，任新华社香港分社教育科技部普教处处长。1994年9月至2000年10月，任新华社香港分社台湾事务部副部长。2000年10月至2001年5月，任新华社香港分社台务部副部长（正局级）。
2001年5月至7月，任职中央台办、国台办港澳涉台事务局。2001年7月至2005年5月，任中央台办、国台办港澳涉台事务局局长。2005年5月至2006年7月，任中央台办、国台办主任助理兼港澳涉台事务局局长。2006年7月至2015年4月，任中央台办、国台办副主任。